# Liste d'élections nationales en 2011
Chronologie des élections
- 2007
- 2008
- 2009
- 2010
- 2011
- 2012
- 2013
- 2014
- 2015

Cette liste recense les élections organisées durant l'année 2011. Elle inclut les élections législatives et présidentielles nationales dans les États souverains, ainsi que les référendums.

## Commentaires généraux
En Russie, le parti Russie unie (national-conservateur) du premier ministre Vladimir Poutine conserve sa majorité absolue des sièges à la Douma. Au Niger, les élections présidentielle et législatives de janvier et mars restaurent un gouvernement élu, après le coup d'État militaire de 2010. Mahamadou Issoufou (centre-gauche) est élu président de la République. 
Le référendum d'indépendance du mois de janvier aboutit à la création d'un nouvel État souverain : le Soudan du Sud. En Égypte, une révolte populaire chasse du pouvoir le gouvernement du président Hosni Moubarak en février ; s'ensuit au mois de mars un référendum constitutionnel pour instituer un processus de démocratisation. À la suite d'une crise politique, les élections législatives en Côte d'Ivoire sont remportées par le parti Rassemblement des républicains (libéral), du président Alassane Ouattara.

Carte du monde indiquant les pays organisant des élections ou des référendums nationaux :
Présidentielle
Législatives
Présidentielle et législatives
Référendum
Présidentielle et référendum
Législatives et référendum
Présidentielle, législatives et référendum
Judiciaires

## Par mois

### Janvier
| Date            | Pays                      | Élections                      | Contexte                                                      | Résultats |
| --------------- | ------------------------- | ------------------------------ | ------------------------------------------------------------- | --- |
| 9 au 15 janvier | Soudan du Sud             | Référendum                     |                                                               | La population se prononce en faveur de l'indépendance. |
| 23 janvier      | Portugal                  | Présidentielle                 |                                                               | Réélection d'Aníbal Cavaco Silva (Parti social-démocrate). |
| 23 janvier      | République centrafricaine | Législatives et présidentielle |                                                               | Réélection de François Bozizé (CNKNK, centre-gauche). |
| 31 janvier      | Niger                     | Présidentielle et législatives | 1er tour (présidentielle). Prévues initialement le 3 janvier. | Lors des législatives, le Parti nigérien pour la démocratie et le socialisme (parti d'opposition) termine en tête, sans toutefois atteindre la majorité absolue des sièges. |

### Février
| Date       | Pays      | Élections                      | Contexte           | Résultats |
| ---------- | --------- | ------------------------------ | ------------------ | --- |
| 6 février  | Cap-Vert  | Législatives                   |                    | Le Parti africain pour l'indépendance du Cap-Vert (socialiste) conserve sa majorité.                                          |
| 13 février | Tchad     | Législatives                   |                    | Le Mouvement patriotique du Salut conserve sa majorité.                                                                       |
| 18 février | Ouganda   | Présidentielle et législatives |                    | Réélection du président Yoweri Museveni. Son parti, le Mouvement de résistance nationale, conserve sa majorité.               |
| 20 février | Allemagne | Régionales Hambourg            | Anticipées d'un an | Alternance. Olaf Scholz (SPD, centre-gauche) est élu maire de Hambourg.                                                       |
| 25 février | Irlande   | Législatives                   |                    | Alternance. Le parti Fine Gael (centre-droit) obtient la majorité relative ; Enda Kenny devient taoiseach (premier ministre). |

### Mars
| Date       | Pays                                  | Élections                                        | Contexte                                                       | Résultats |
| ---------- | ------------------------------------- | ------------------------------------------------ | -------------------------------------------------------------- | --- |
| 4 mars     | Samoa                                 | Législatives                                     |                                                                | Le Parti pour la protection des droits de l'homme conserve la majorité ; Sailele Malielegaoi demeure premier ministre. |
| 6 mars     | Estonie                               | Législatives                                     |                                                                | Le Parti de la réforme (centre-droit) conserva la majorité relative ; Andrus Ansip demeure premier ministre. |
| 8 mars     | États fédérés de Micronésie           | Législatives                                     | Couplées à un référendum sur des amendements constitutionnels. | Il n'y a pas de partis politiques en Micronésie. Les députés de la nouvelle assemblée maintiennent leur confiance dans le président Manny Mori, le reconduisant pour un nouveau mandat. Les propositions d'amendements constitutionnels sont rejetés par référendum.                                        |
| 12 mars    | Niger                                 | Présidentielle                                   | 2e tour.                                                       | À la suite du coup d'État du 18 février 2010, l'élection restaure un gouvernement civil. Élection de Mahamadou Issoufou (Parti nigérien pour la démocratie et le socialisme). |
| 13 mars    | Bénin                                 | Présidentielle                                   |                                                                | Réélection de Yayi Boni (sans étiquette). |
| 19 mars    | Égypte                                | Référendum constitutionnel                       |                                                                | Approbation des réformes constitutionnelles. |
| 20 mars    | Haïti                                 | Législatives et présidentielle                   | 2e tour, prévu initialement le 16 janvier.                     | Alternance. Michel Martelly (Réponse Paysanne) est élu président. Les législatives produisent un parlement sans majorité. |
| 20 mars    | Tibet (Gouvernement tibétain en exil) | Premier ministre                                 |                                                                | Élection de Lobsang Sangay. |
| 20 mars    | Allemagne                             | Régionales Saxe-Anhalt                           |                                                                | La CDU (centre-droit) conserve la majorité relative. Reiner Haseloff devient ministre-président. |
| 20-27 mars | France                                | Cantonales                                       | pour le remplacement des élus en 2004                          | Victoire d'ensemble de la gauche. |
| 27 mars    | République centrafricaine             | Législatives                                     | 2e tour.                                                       | La Convergence Nationale "Kwa Na Kwa", qui détenait la majorité relative, obtient la majorité absolue. |
| 27 mars    | Allemagne                             | Régionales Rhénanie-Palatinat et Bade-Wurtemberg |                                                                | Rhénanie-Palatinat : Le SPD (centre-gauche) conserve une majorité relative ; Kurt Beck demeure ministre-président. Bade-Wurtemberg : Alternance. La CDU (centre-droit) conserve la majorité relative, mais Winfried Kretschmann (Alliance 90 / Les Verts) est élu à la tête d'un gouvernement de coalition. |

### Avril
| Date          | Pays       | Élections      | Contexte                        | Résultats |
| ------------- | ---------- | -------------- | ------------------------------- | --- |
| 3 avril       | Andorre    | Législatives   | Anticipées                      | Alternance. Victoire des Démocrates pour Andorre (centre-droit) ; Antoni Martí devient premier ministre.                                                                                            |
| 3 avril       | Kazakhstan | Présidentielle |                                 | Réélection de Noursoultan Nazarbaïev (Nour Otan). |
| 8 avril       | Djibouti   | Présidentielle |                                 | Réélection d'Ismail Omar Guelleh (RPP, centre-gauche). |
| 9 avril       | Islande    | Référendum     |                                 | Victoire du Non. |
| 10 avril      | Pérou      | Générales      | 1er tour pour la présidentielle | Parlement sans majorité. |
| 16 avril      | Nigeria    | Présidentielle | Prévue à l'origine le 9 avril   | Réélection de Goodluck Jonathan (PDP, droite). |
| 17 avril      | Finlande   | Législatives   |                                 | Parlement sans majorité, menant à une alternance. Jyrki Katainen (PCN, centre-droit) devient premier ministre, à la tête toutefois d'une large coalition intégrant les principaux partis de gauche. |
| 25 avril      | Tchad      | Présidentielle |                                 | Réélection d'Idriss Déby (MPS). |
| 9 et 26 avril | Nigeria    | Législatives   | Prévues à l'origine le 2 avril  | Le Parti démocratique populaire (droite) conserve la majorité. |
| 30 avril      | Bénin      | Législatives   |                                 | Le parti des Forces cauris pour un Bénin émergent (libéral) consolide sa majorité relative. |
| 30 avril      | Laos       | Législatives   |                                 | Le Parti révolutionnaire populaire lao conserve la quasi-totalité des sièges. Le Laos n'est pas une démocratie.                                                                                     |

### Mai
| Date         | Pays                        | Élections      | Contexte                                                  | Résultats |
| ------------ | --------------------------- | -------------- | --------------------------------------------------------- | --- |
| 2 mai        | Canada                      | Législatives   | Provoquées un vote de défiance de la Chambre des Communes | Le Parti conservateur, qui disposait d'une majorité relative, obtient la majorité absolue. Stephen Harper demeure premier ministre. |
| 5 mai        | Royaume-Uni                 | Référendum     |                                                           | Rejet de la proposition de réforme du système électoral. |
| 5 mai        | Écosse                      | Législatives   |                                                           | Victoire du Parti national écossais (centre gauche, pro-indépendantiste) qui conserve sa majorité. Alex Salmond reste premier ministre. Lourde défaite des Libéraux-démocrates écossais (centre) qui perdent la quasi-totalité des sièges remportés en 2007. |
| 7 mai        | Singapour                   | Législatives   |                                                           | Le Parti d'action populaire conserve la majorité ; Lee Hsien Loong demeure premier ministre. |
| 7 mai        | Niue                        | Législatives   |                                                           | Il n'y a pas de parti politique à Niue. Les députés de la nouvelle assemblée renouvellent leur confiance en Toke Talagi, qui demeure premier ministre. |
| 7 mai        | Équateur                    | Référendum     |                                                           | Approbation de l'ensemble des questions soumises à consultation populaire. |
| 11 mai       | États fédérés de Micronésie | Présidentielle | Indirecte                                                 | Réélection de Manny Mori (sans étiquette). |
| 19 au 21 mai | Seychelles                  | Présidentielle |                                                           | Réélection de James Michel (Parti populaire, socialiste). |
| 22 mai       | Chypre                      | Législatives   |                                                           | Parlement sans majorité. Le Rassemblement démocrate (conservateur) obtient une majorité relative, devançant d'un siège le Parti progressiste des travailleurs (communiste) au pouvoir.                                                                       |
| 22 mai       | Viêt Nam                    | Législatives   |                                                           | Dans cet État à parti unique, le Front de la Patrie du Viêt Nam conserve la quasi-totalité des sièges. |
| 28 mai       | Malte                       | Référendum     |                                                           | Approbation de la proposition de légalisation du divorce. |

### Juin
| Date          | Pays          | Élections      | Contexte                                                  | Résultats |
| ------------- | ------------- | -------------- | --------------------------------------------------------- | --- |
| 2 juin        | Lettonie      | Présidentielle | Indirecte                                                 | Alternance. Élection d'Andris Bērziņš (sans étiquette).                                                                         |
| 5 juin        | Macédoine     | Législatives   | Anticipées                                                | Victoire du VMRO-DPMNE (centre-droit) ; Nikola Gruevski demeure premier ministre.                                               |
| 5 juin        | Portugal      | Législatives   | Anticipées à la suite de la démission du premier ministre | Alternance. Victoire du Parti social-démocrate (centre-droit). Pedro Passos Coelho devient premier ministre.                    |
| 5 juin        | Pérou         | Présidentielle | 2e tour                                                   | Alternance. Élection d'Ollanta Humala (coalition Gana Perú, gauche).                                                            |
| 12 juin       | Turquie       | Législatives   |                                                           | Le Parti de la justice et du développement (centre-droit) conserve la majorité ; Recep Tayyip Erdoğan demeure premier ministre. |
| 17 au 19 juin | Liechtenstein | Référendum     |                                                           | Approbation du droit au partenariat enregistré pour les couples de même sexe.                                                   |
| 22 juin       | Palaos        | Référendum     | (en)                                                      | Rejet de la proposition. |

### Juillet
| Date        | Pays                 | Élections                  | Contexte | Résultats |
| ----------- | -------------------- | -------------------------- | -------- | --- |
| 1er juillet | Maroc                | Référendum constitutionnel |          | Approbation des réformes de démocratisation.                                                                                           |
| 3 juillet   | Thaïlande            | Législatives               |          | Alternance. Victoire du parti Pheu Thai ; Yingluck Shinawatra devient premier ministre. Elle est la première femme à occuper ce poste. |
| 17 juillet  | Sao Tomé-et-Principe | Présidentielle             | 1er tour | |
| 23 juillet  | Lettonie             | Référendum                 |          | Approbation de la dissolution anticipée du Parlement.                                                                                  |

### Août
| Date         | Pays                 | Élections                  | Contexte                                                       | Résultats                                                                                            |
| ------------ | -------------------- | -------------------------- | -------------------------------------------------------------- | --- |
| 7 août       | Sao Tomé-et-Principe | Présidentielle             | 2e tour                                                        | Alternance. Élection de Manuel Pinto da Costa (sans étiquette).                                      |
| 7 et 21 août | Cap-Vert             | Présidentielle             |                                                                | Alternance. Élection de Jorge Carlos Fonseca (MPD, centre-droit).                                    |
| 23 août      | Liberia              | Référendum constitutionnel |                                                                | Rejet des amendements proposés.                                                                      |
| 26 août      | Abkhazie             | Présidentielle             | Anticipée à la suite de la mort du président Sergei Bagapsh.   | Élection d'Aleksandr Ankvab (mouvement Aitaira), le vice-président sortant.                          |
| 27 août      | Singapour            | Présidentielle             | Pour la première fois depuis 1993, il y a plusieurs candidats. | Élection de Tony Tan (sans étiquette).                                                               |
| 29 août      | Estonie              | Présidentielle             | Indirecte.                                                     | Réélection de Toomas Hendrik Ilves (soutenu par des partis allant du centre-gauche au centre-droit). |

### Septembre
| Date         | Pays                | Élections                                     | Contexte                      | Résultats |
| ------------ | ------------------- | --------------------------------------------- | ----------------------------- | --- |
| 4 septembre  | Allemagne           | Régionales Mecklembourg-Poméranie-Occidentale |                               | Le SPD (centre-gauche) conserve la majorité relatives ; Erwin Sellering demeure premier ministre.                                   |
| 11 septembre | Guatemala           | Présidentielle, législatives et municipales   | 1er tour de la présidentielle | Législatives : Alternance. Le Parti patriote (droite) obtient la majorité relative.                                                 |
| 15 septembre | Danemark            | Législatives                                  |                               | Alternance. Helle Thorning-Schmidt (Parti social-démocrate) forme un gouvernement de coalition (centre-gauche et gauche).           |
| 17 septembre | Lettonie            | Législatives                                  |                               | Valdis Dombrovskis (parti Unité, centre-droit) demeure premier ministre à la tête d'un gouvernement de coalition.                   |
| 18 septembre | Allemagne           | Régionales Berlin                             |                               | Le SPD (centre-gauche) conserve la majorité relatives ; Klaus Wowereit demeure maire de Berlin.                                     |
| 18 septembre | Liechtenstein       | Référendum                                    |                               | Rejet de la proposition de légalisation de l'avortement.                                                                            |
| 20 septembre | Zambie              | Présidentielle et législatives                |                               | Alternance. Élection de Michael Sata à la présidence. Son Front patriotique (gauche) obtient la majorité relative aux législatives. |
| 24 septembre | Émirats arabes unis | Législatives                                  |                               | Il n'y a pas de partis politiques aux Émirats arabes unis.                                                                          |
| 25 septembre | France              | Sénatoriales                                  | Indirectes                    | La gauche obtient pour la première fois la majorité absolue.                                                                        |

### Octobre
| Date                        | Pays         | Élections                      | Contexte                                             | Résultats |
| --------------------------- | ------------ | ------------------------------ | ---------------------------------------------------- | --- |
| 29 septembre au 1er octobre | Seychelles   | Législatives                   |                                                      | Le Parti populaire (socialiste), au pouvoir, remporte tous les sièges, l'opposition ayant pour l'essentiel boycotté l'élection. |
| 9 octobre                   | Pologne      | Parlementaires                 |                                                      | La Plate-forme civique (centre-droit) conserve la majorité relative ; Donald Tusk demeure premier ministre.                     |
| 9 octobre                   | Cameroun     | Présidentielle                 |                                                      | Réélection de Paul Biya (RDPC).                                                                                                 |
| 11 octobre                  | Liberia      | Présidentielle et législatives | 1er tour de la présidentielle                        | Le Parti de l'unité (libéral) conserve la majorité relative aux législatives.                                                   |
| 15 octobre                  | Oman         | Législatives                   |                                                      | Il n'y a pas de partis politiques à Oman.                                                                                       |
| 21 et 28 octobre            | Kiribati     | Législatives                   |                                                      | Parlement sans majorité. L'appartenance des députés aux partis politiques est relativement fluide.                              |
| 23 octobre                  | Suisse       | Législatives                   | Élection au Conseil national et au Conseil des États | |
| 23 octobre                  | Tunisie      | Constituantes                  | À la suite de la révolution tunisienne               | Le parti Ennahdha (islamiste) obtient la majorité relative. Hamadi Jebali devient premier ministre.                             |
| 23 octobre                  | Argentine    | Présidentielle et législatives |                                                      | Réélection de Cristina Fernández de Kirchner à la présidence. Son Front pour la victoire conserve la majorité au parlement.     |
| 23 et 30 octobre            | Bulgarie     | Présidentielle                 |                                                      | Alternance. Élection de Rosen Plevneliev (CDEB, centre-droit).                                                                  |
| 27 octobre                  | Irlande      | Présidentielle                 |                                                      | Alternance. Élection de Michael D. Higgins (Parti travailliste).                                                                |
| 29 octobre                  | Îles Féroé   | Législatives                   |                                                      | Parlement sans majorité, mais victoire d'ensemble des partis de centre-droit.                                                   |
| 30 octobre                  | Kirghizistan | Présidentielle                 |                                                      | Le Parti social-démocrate (centre-gauche) conserve la présidence, en la personne d'Almazbek Atambaev.                           |

### Novembre
| Date        | Pays                             | Élections                      | Contexte                                                                         | Résultats |
| ----------- | -------------------------------- | ------------------------------ | -------------------------------------------------------------------------------- | --- |
| 6 novembre  | Guatemala                        | Présidentielle                 | 2d tour                                                                          | |
| 6 novembre  | Nicaragua                        | Présidentielle et législatives | -                                                                                | |
| 8 novembre  | Liberia                          | Présidentielle                 | 2d tour                                                                          | |
| 20 novembre | Espagne                          | Générales                      | Anticipées                                                                       | Victoire du Parti populaire (droite), avec 44,63 % des voix, il bat le Parti socialiste ouvrier espagnol (centre-gauche), qui obtient 28,76 % et qui perd sa majorité. Mariano Rajoy est élu premier ministre. |
| 21 novembre | Îles Marshall                    | Législatives                   | Suivies de l'élection du Président de la République par les députés le 3 janvier | |
| 25 novembre | Maroc                            | Législatives                   | Anticipées                                                                       | |
| 26 novembre | Nouvelle-Zélande                 | Législatives                   |                                                                                  | Le Parti national de Nouvelle-Zélande, du premier ministre sortant John Key obtient 47,31 % des voix, devançant le Parti travailliste néo-zélandais qui obtient quant à lui 27,48 % des voix.                  |
| 26 novembre | Nouvelle-Zélande                 | Référendum                     |                                                                                  | La Nouvelle-Zélande conserve le système de vote par représentation proportionnelle mixte (57,77 % de oui), au lieu du scrutin uninominal majoritaire à un tour (proposé par 46,66 % des voix)                  |
| 28 novembre | République démocratique du Congo | Législatives                   | Élection de l’Assemblée nationale                                                | |
| 28 novembre | République démocratique du Congo | Présidentielle                 | -                                                                                | |
| 28 novembre | Égypte                           | Législatives                   | Anticipées; première étape, premier tour                                         | |
| 28 novembre | Guyana                           | Législatives                   |                                                                                  | |
| 28 novembre | Sainte-Lucie                     | Législatives                   |                                                                                  | |

### Décembre
| Date              | Pays          | Élections       | Contexte                                  | Résultats |
| ----------------- | ------------- | --------------- | ----------------------------------------- | --- |
| 4 décembre        | Slovénie      | Législatives    | Anticipées                                | Slovénie positive (centre-gauche), remporte ces élections de peu (28,51 % des voix) devant le Parti démocratique slovène (26,19 %). Néanmoins Janez Janša du Parti démocratique slovène est élu premier ministre. Défaite du parti des Sociaux-démocrates (centre-gauche) qui obtient 10,52 %.                     |
| 4 décembre        | Russie        | Législatives    |                                           | Russie unie (centre-droit) remporte les élections avec 49,32 % des voix. Progression du Parti communiste de la fédération de Russie qui obtient 19,19 %, Russie juste (centre-gauche) 13,24 % et du Parti libéral-démocrate de Russie (extrême-droite) 11,67 %. Russie unie conserve sa majorité absolue.          |
| 4 décembre        | Croatie       | Législatives    |                                           | La Croatie grandit, coalition composé notamment du Parti social-démocrate de Croatie (centre-gauche) remporte les élections avec 40 % des voix. L'Union démocratique croate (centre-droit), de la première ministre Jadranka Kosor est battu et obtient 23,5 % des voix. Zoran Milanović est élu premier ministre. |
| 5 décembre        | Égypte        | Législatives    | Anticipées; première étape, deuxième tour | |
| 11 décembre       | Côte d'Ivoire | Législatives    |                                           | |
| 11 décembre       | Suisse        | Conseil fédéral | Élection du Conseil fédéral               | |
| 14 et 21 novembre | Égypte        | Législatives    | Anticipées; deuxième étape                | |
| 29 décembre       | Jamaïque      | Législatives    |                                           | Le Parti national du peuple (centre-gauche) remporte cette élection et obtient 53,28 % des voix et Portia Simpson-Miller est nommé première ministre à la place de Andrew Holness du Parti travailliste de Jamaïque (centre-droit) qui obtient 46,61 % des voix.                                                   |